# Vörös ribiszke
A vörös ribiszke vagy kerti ribiszke (Ribes rubrum) a kőtörőfű-virágúak (Saxifragales) rendjébe és a ribiszkefélék (Grossulariaceae) családjába tartozó faj. Egyéb nevei: veres ribiszke, piros ribiszke, ribiszke, ribizke, ribizli, piszke.
Fehér vagy piros bogyókat termő cserje. A fekete ribiszke (Ribes nigrum) és a dísznövényként ültetett arany ribiszke (Ribes aurenum) egyaránt közeli rokona. Magyarországon természetes körülmények között többek közt a Gödöllői-dombság és a Mátra területén él.

## Jellemzése

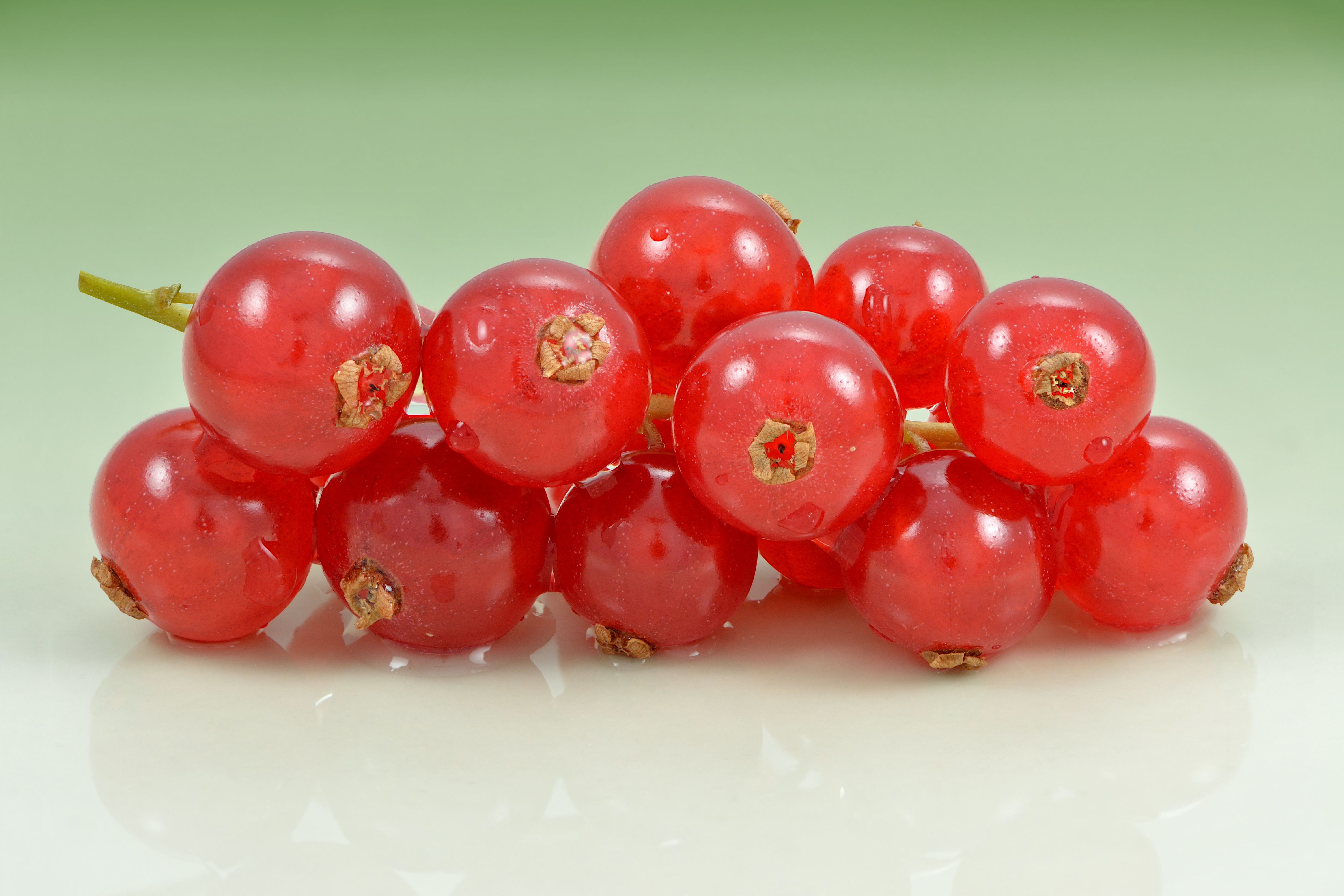
Termése

Vadon Európa nyugati felén őshonos. A Kárpát-medencének főleg a nyugati, déli részén ligeterdőkben, cserjésekben fordul elő. Kedveli a nyirkosabb erdőket, erdőszéleket.
A vörös ribizli 1-1,5 m magasra növő tüskétlen cserje, amely évenként több fiatal hajtást hoz. Hímnős virágait az 1 évnél idősebb ágak oldalrügyeiből fejleszti ki, miközben 4-5-6 éves vesszői egyre kevesebbet teremnek, míg végül elhalnak. A levelek 3-5 karéjúak, a szélükön erősen fűrészesek, a tőhöz közel szív alakúak. Termése úgynevezett álbogyótermés, melynek színe a fajtától függ. Április, május hónapban virágzik és termését június, júliusban érleli be. Bogyófürtjei éretten is a bokrokon maradnak.

## Változata
- Ribes rubrum var. alaskanum (Berger) B. Boivin

## Felhasználása
Kellemesen savanykás íze, magas C-vitamin tartalma miatt friss fogyasztásra, gyorsfagyasztásra, valamint gyümölcsíz (dzsem, lekvár), gyümölcslevesek, bólék, s a gyerekek által kedvelt ribizlimártás alkotórészeként is használják. Hideg technológiával készíthető belőle szörp, és gyümölcsbor készítésére is kiválóan alkalmas, így nem veszti el magas C-vitamin tartalmát. Tartalmaz még: 6 g fehérjét, 12 g zsírt, 70 g szénhidrátot, 7 g szerves sót, 43 g rostot kilogrammonként.
A kertészeti szakkönyvek szinte kivétel nélkül ajánlják a kert díszítő elemeként sövénynek, térelválasztónak (pergola).

## Termesztése
A rendszeres gyomirtáson és a nagyon sok új hajtásnak a válogatásán kívül évente az elöregedő, már keveset termő ágak eltávolítását és csak a szükség szerint alkalmazott permetezést igényli.

### Éghajlati igénye
A Kárpát-medencében mindenütt termeszthető, de a nagyon napsütéses és teljes árnyékos helyeket nem kedveli. A forró napsütésnek erősen kitett helyeken levelei sárgulnak, majd el is hullanak. A napsütéses helyeken íze, aromája jobb, és cukortartalma is nagyobb lesz. A teljes árnyékot nem, de a magas páratartalmat kedveli. A legnagyobb teleket is jól bírja, tehát nem fagyérzékeny, de a tavaszi utófagyok azért kárt tehetnek benne.

### Talajigénye
Megterem az agyagos és homoktalajokon is, de a mérsékelten nedves, középkötött, mély termőrétegű talajokat kedveli. A feketeribizlinél jobban elviseli a kevésbé savanyú, sőt a meszes talajt is. A kerti termesztés elhanyagolásakor elvadulhat.

### Szaporítása
Szaporítása fás dugványozással, tősarjak leválasztásával történik.

## Fajtái
- Blanka: Hosszúfürtű, sárgásfehér bogyójú, kellemes ízű, június második felében érő, bőven termő fajta.  Bogyója közepes nagyságú, kissé sűrűen helyezkedik el a kocsányon. Egy-két bokor minden házikertben jól mutat, és akár önállóan, akár a piros ribiszke díszítésére is használható.
- Fay-féle bőtermő
  - Gyöngyösi
  - Nagymarosi: Magyarországon csaknem kizárólag ezt a fajtát és ennek változatait telepítették, de egyre jobban kiszorítják őket a külföldről behozott, erősebb növekedésű, bőtermő és piacosabb nemesített fajták.
- Jonkheer van Tets (ejtsd: jonker fan tetsz): Június közepén érő korai, piros ribiszke, erős növekedésű, hosszúfürtű, nagybogyójú fajta.
- London Market
- Red Lake
- Rovada: Középérésű, nagyon bőtermő fajta. Hosszú fürtű, bogyói nagyok, kerekdedek, kemények.
- Vierlander

## Képgaléria

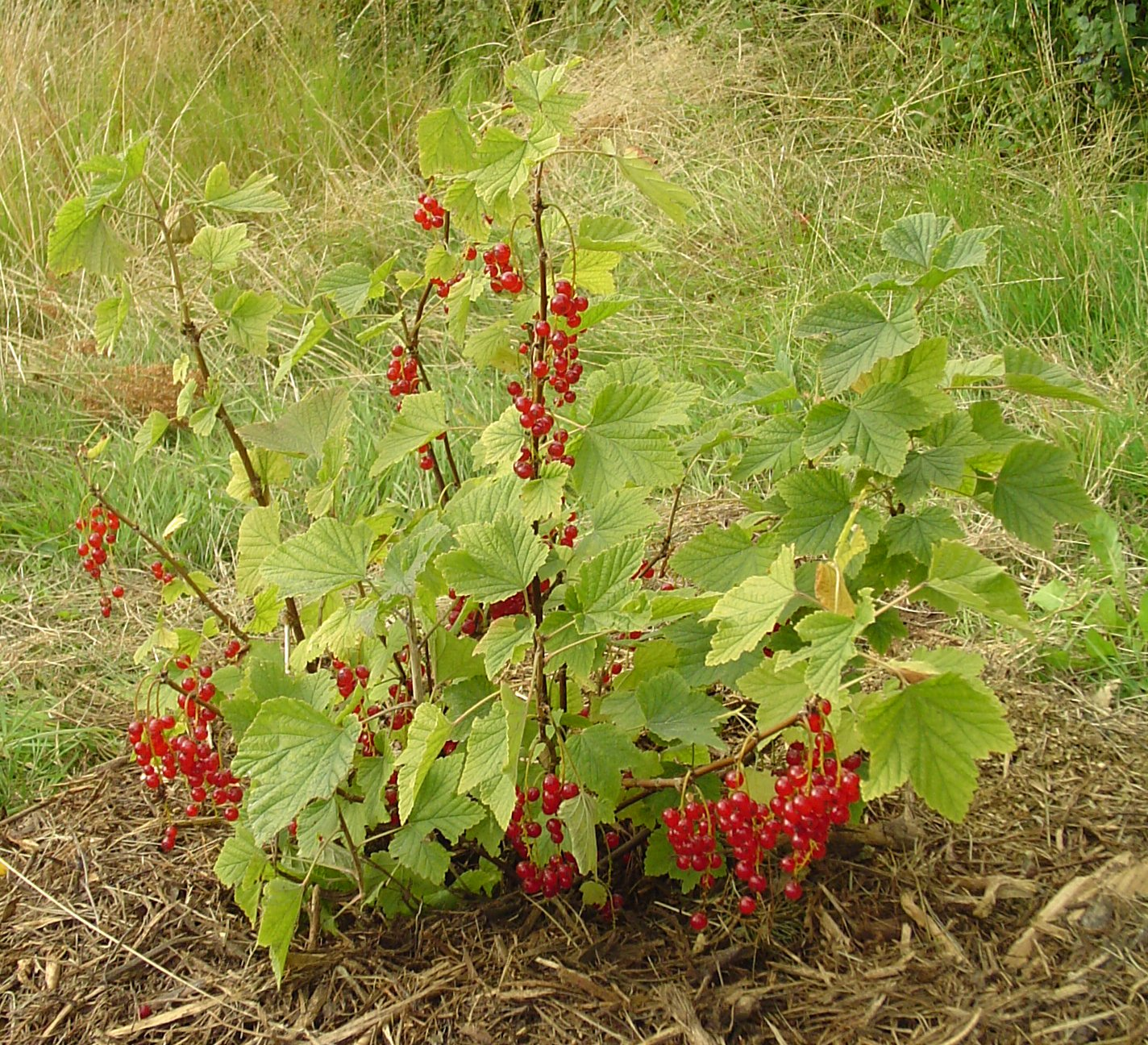
Ribiszke bokor
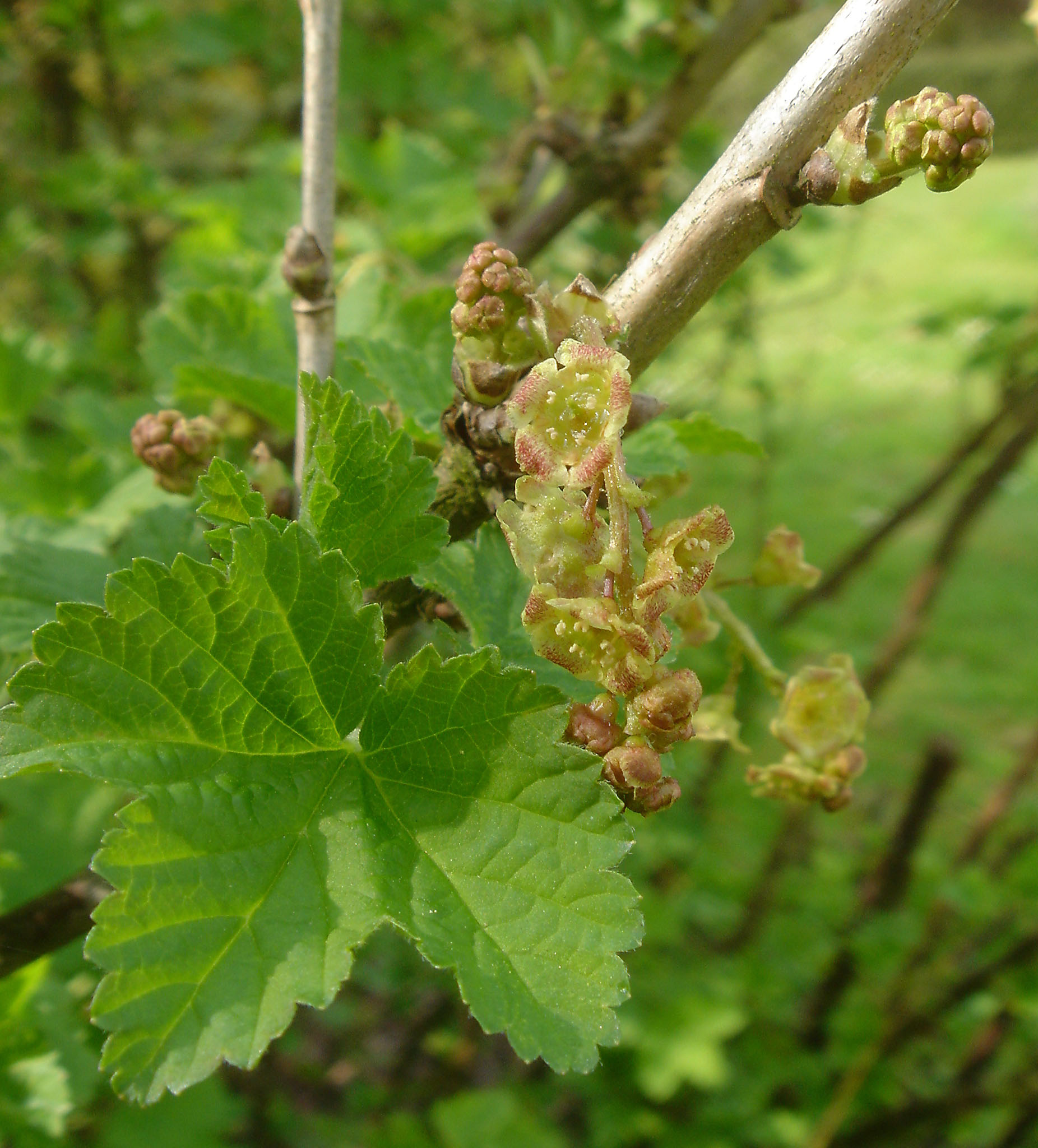
Virága és levele
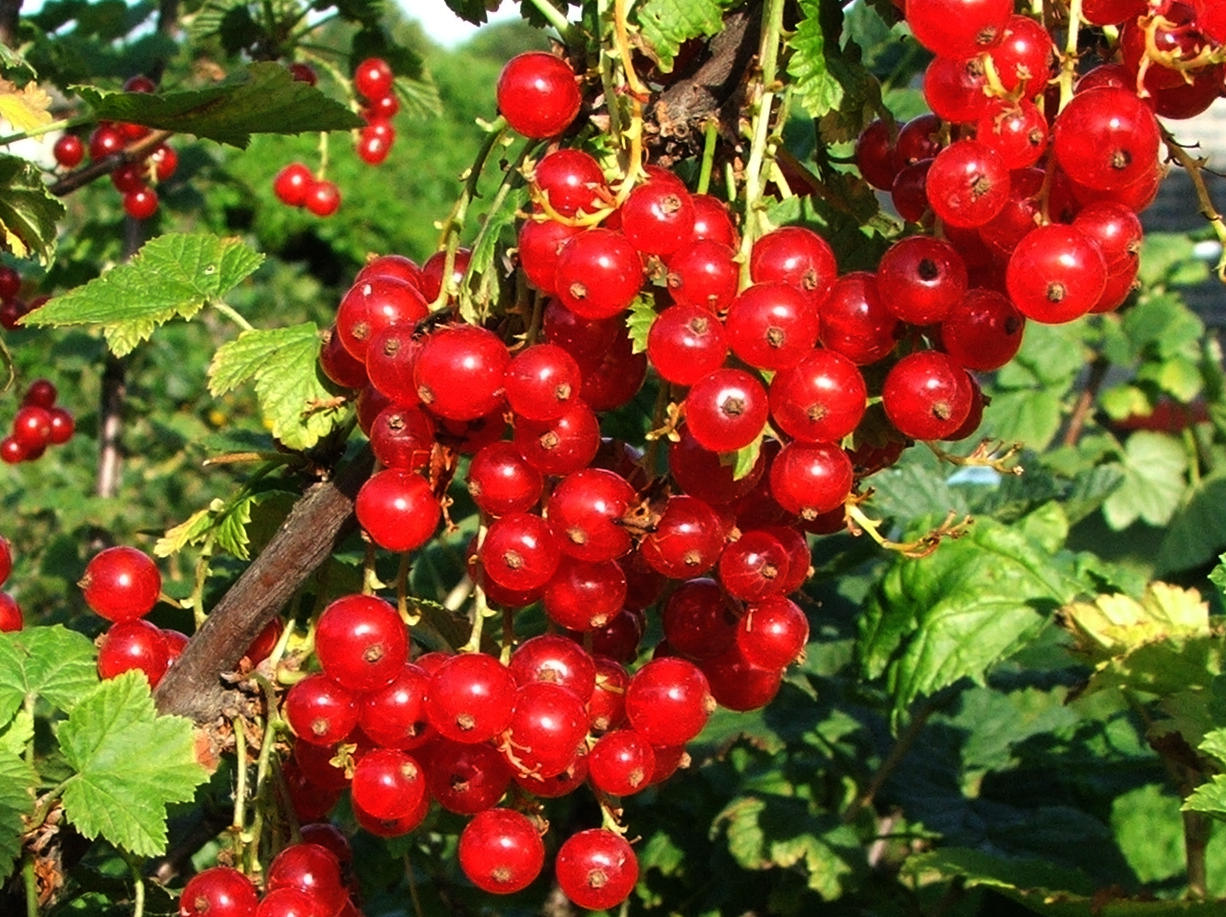
Termése
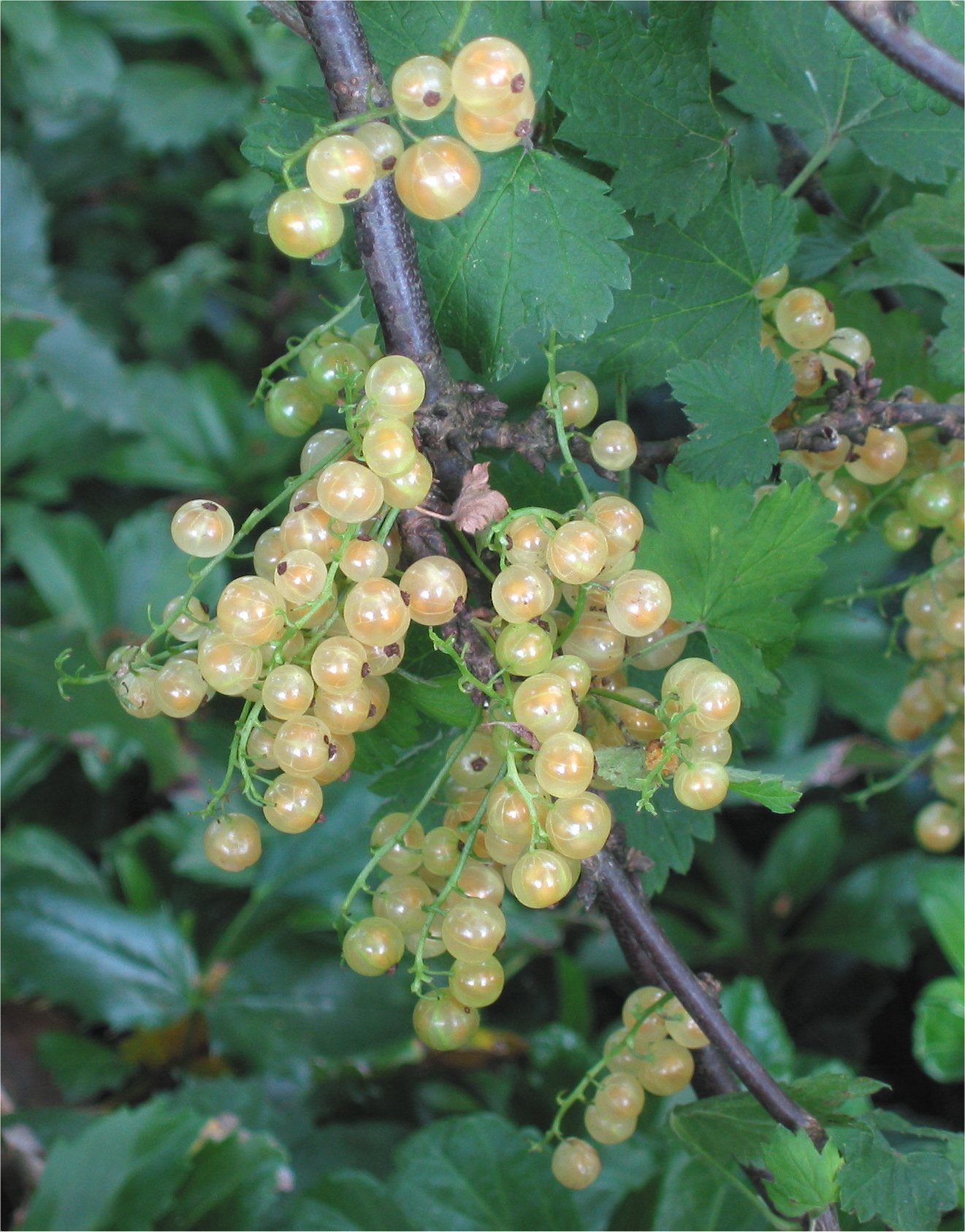
Fehér fajtája

## Kapcsolódó szócikk
- Levélpirosító ribiszke-levéltetű